# María Isabel Joui Petersen
María Isabel Joui Petersen era una estudiante chilena de Economía de la Facultad de Economía y Negocios de la Universidad de Chile  y militante del MIR que fue detenida por agentes de la DINA el 20 de diciembre de 1974. Estaba casada con Renato Alejandro Sepúlveda Guajardo estudiante de Medicina de la Universidad de Chile, quien también es detenido desaparecido. Su nombre forma parte de la Operación Colombo. Tenía 19 años a la fecha de la detención, es una de las mujeres detenidas desaparecidas de la dictadura militar en Chile.

## Una estudiante de Economía detenida por la DINA
María Isabel llegó al compromiso político desde la vertiente cristiana, ya que fue miembro de la Juventud de Estudiantes Católicos JEC, donde entendió el cristianismo como lo explicaba  la teología de la liberación: compromiso con  la lucha por liberar a los oprimidos y construir un mundo mejor. Fue presidenta del Centro de Alumnos del Liceo 3, cuya directiva participaba en las reuniones de la FESES. Así fue como llegó al FER y más tarde comenzó a formar parte  de la Brigada Secundaria del MIR. En los trabajos voluntarios se enamoró de Renato Sepúlveda, estudiante de medicina, también del MIR.
Renato Sepúlveda Guajardo, 21 años de edad, estudiaba Medicina de la Universidad de Chile, militante del MIR, fue detenido el 12 de diciembre de 1974, en la Sede Norte de la Facultad de Medicina de la Universidad de Chile, por agentes de la DINA. El 13 de diciembre fue allanado su domicilio en el que vivía con su cónyuge, María Isabel Joui Petersen.  Ella fue detenida el 20 de diciembre de 1974, por agentes de la DINA, en un departamento de la comuna de Santiago. Fue trasladada en una camioneta Chevrolet al recinto de la DINA denominado como "Venda Sexy", ubicado en calle Irán con Los Plátanos de la comuna de Macul. María Isabel fue llevada al recinto de Villa Grimaldi. La ex presa política  Olga Cortés Bruna en declaración jurada, declara que fue detenida el 28 de diciembre de 1974 y llevada a Villa Grimaldi. Allí conoció a María Isabel Joui Petersen, de quien dice, era una joven muy buenamoza, inteligente y de gran valor. Les explicó que venía de otro recinto. La traían junto a su marido Renato Sepúlveda Guajardo a "declarar". La ex presa política María Stella Dabancens Gándara en una declaración recuerda que estuvo detenida en Villa Grimaldi entre el 2 y el 6 de enero de 1975. Recordó que durante cuatro días convivió en la misma pieza con María Isabel Joui Petersen, quién le contó detalles de la detención de ella y de su esposo y de la estadía de ambos en la Venda Sexy.

## Proceso judicial en dictadura
El 30 de diciembre de 1974, Elba Petersen Lena, madre de María Isabel Joui, presentó ante la Corte de Apelaciones de Santiago, el recurso de amparo rol 1658-74, en favor de su hija. Hizo presente en el mismo recurso la detención del esposo de María Isabel, Renato Sepúlveda Guajardo sucedido el 12 de diciembre de 1974. El 11 de febrero de 1975, el recurso de amparo es declarado sin lugar y se ordenó remitir los antecedentes al Juzgado del Crimen correspondiente.
El 25 de febrero de 1975, el 2 Juzgado del Crimen de Mayor Cuantía de Santiago comenzó a instruir la causa rol 83.109, decretando abrir sumario, ordenó investigar y ofició al Ministerio del Interior, Ministerio de Defensa Nacional y Dirección de Inteligencia Militar, para que informen si tienen antecedentes de la detención de María Isabel Joui Petersen. Todos ellos respondieron que no poseen información sobre el punto. El 15 de marzo de 1975, Investigaciones informó que dando cumplimiento a la orden del Tribunal, entrevistó a la Sra. Elba Petersen, quien ratificó la anteriormente expuesto y agregó que su hija se encontraría en 3 Álamos o en Villa Grimaldi. El parte agrega "trasladado hasta el camino a Peñalolén, en donde está ubicada la Villa Grimaldi, en el lugar se entrevistó a Rodolfo Wenderoth Pozo, carné de identidad N3.870.222 de Santiago, quien manifestó: "Soy Mayor de Ejército y puedo informar que en este lugar no tenemos prisioneros ni detenidos de ninguna clase, en esta Villa sólo estamos dedicados a las labores inherentes y que dicen relación directa con la carrera de las armas. No tengo nada más que decir".
El 1 de agosto de 1975, la madre de María Isabel  hizo presente al Tribunal la publicación de una nómina de chilenos presuntamente muertos en el exterior, y en la cual se incluye el nombre de su hija. Ella fue parte del montaje comunicacional del listado de los 119. El 12 de agosto de 1975, compareció la madre de María Isabel Joui Petersen a fin de aportar más antecedentes sobre la detención de su hija. Proporcionó al Tribunal la fecha de la detención de la afectada, la patente del vehículo, una camioneta Chevrolet, año 74, roja con toldo negro, patente BI-896. El 22 de noviembre de 1975 se declaró cerrado el sumario y se sobreseyó temporalmente la causa, resolución que fue aprobada por la Corte de Apelaciones el 19 de enero de 1976.
La madre de María Isabel Joui Petersen envió una carta al Presidente de la Corte Suprema de la época, Sr. Rubén Galecio, haciéndole presente la situación de detención de su hija y de su yerno, Renato Sepúlveda Guajardo, y el no tener noticias sobre sus paraderos a pesar de las numerosas gestiones que ella ha hecho. El Presidente de la Corte Suprema ordenó remitir los antecedentes al Tercer Juzgado del Crimen de Mayor Cuantía de Santiago, donde el juez ordenó la tramitación regular y se le asignó a la causa el rol 117.534. El proceso fue sobreseído por el Tribunal el 25 de septiembre de 1976 resolución aprobada por la Corte de Apelaciones el 28 de enero de 1977 sin lograr alguna respuesta positiva de las autoridades sobre el destino de los afectados.

## Operación Colombo
Meses después de la desaparición de María Isabel desde Villa Grimaldi, su nombre fue incluido en la nómina que publicó el diario brasileño "O'DIA" y que reprodujeron medios nacionales el 25 de julio de 1974, dando cuenta de supuestos enfrentamientos y en los cuales habrían muerto 59 chilenos. Cabe destacar que esta publicación brasileña apareció por única vez a propósito de esta información, sin editor responsable y sin dirección conocida y que los nombres que componían esta lista de supuestos muertos, corresponden todos a personas que fueron detenidas por la dictadura de Chile y que continúan desaparecidas. Junto con el listado que apareció en el semanario argentino “VEA”, que también fue una publicación para el montaje, María Isabel fue parte del listado de 119 chilenos que son parte del montaje comunicacional denominado Operación Colombo.

## Informe Rettig
Familiares de María Isabel presentaron su caso ante la Comisión Rettig, Comisión de Verdad que tuvo la misión de calificar casos de detenidos desaparecidos y ejecutados durante la dictadura. Sobre el caso de María Isabel, el Informe Rettig señaló que:

“El día 12 de diciembre de 1974 fue detenido en la Facultad de Medicina de la Universidad de Chile el estudiante de esa facultad y militante del MIR Renato Alejandro SEPULVEDA GUAJARDO.
El 20 de diciembre de 1974, en un departamento del centro de Santiago fue detenida su cónyuge María Isabel JOUI PETERSEN junto a Francisco Javier Alejandro ROSAS CONTADOR, ambos militantes del MIR, y otra persona que luego fue liberada.
Los tres detenidos fueron vistos por testigos en los recintos de la DINA Venda Sexy y Villa Grimaldi, y desaparecieron desde este último.
La Comisión está convencida de que la desaparición de estas tres personas fue obra de agentes del Estado, quienes violaron así sus derechos humanos”.

## Proceso judicial en democracia
El caso de María Isabel fue investigado por el ministro Leopoldo Llanos como parte del denominado caso “Episodio Villa Grimaldi-Cuaderno Principal” Rol N° 2162-1998. El 27 de junio del 2014, el ministro Leopoldo Llanos dictó sentencia de primera instancia por la desaparición de 19 personas y por un ejecutado. El magistrado condenó a 13 exagentes de la Dirección de Inteligencia Nacional (DINA)  por el delito de secuestro calificado de: Guillermo Roberto Beausire Alonso, Alan Roberto Bruce Catalán, Jaime Enrique Vásquez Sáenz, Manuel Antonio Carreño Navarro, Iván Carreño Aguilar, María Teresa Eltit, María Isabel Joui Petersen, Jacqueline Drouilly Yurich, Juan René Molina Mogollones, René Roberto Acuña Reyes, Carlos Alberto Carrasco Matus, Hugo Daniel Ríos Videla, Agustín Alamiro Martínez Meza, Juan Rodrigo  Mac-Leod Treuer, María Julieta Ramírez Gallegos, Luis Jaime Palominos Rojas,  Marta Neira Muñoz, César Arturo Emiliano Negrete Peña, Alejandro Juan Avalos Davidson y el homicidio calificado de Humberto Juan Carlos Menenteau Aceituno, todas víctimas que permanecieron detenidos en el recinto de Villa Grimaldi.
La sentencia condenó a los exagentes de la DINA a las siguientes penas:
1. Manuel Contreras Sepúlveda: prisión perpetua   
2. Pedro Espinoza Bravo: 20 años de prisión  
3. Marcelo Moren Brito: 7 años de prisión  
4. Rolf Wenderoth Pozo: 7 años de prisión  
5. Miguel Krassnoff Martchenko: 20 años de prisión  
6. Fernando Lauriani Maturana: 20 años de prisión  
7. Gerardo Godoy García: 20 años de prisión  
8. Ricardo Lawrence Mires: 20 años de prisión   
9. Basclay Zapata Reyes: 15 años y un día de prisión  
10. Manuel Carevic Cubillos: 15 años y un día de prisión  
11. Raúl Iturriaga Neumann: 15 años y un día de prisión  
12. César Manríquez Bravo: 15 años y un día de prisión  
13. Orlando Manzo Durán: 10 años y un día de prisión  
La sentencia determina que todas las personas fueron detenidas por la DINA y permanecieron privados de libertad en uno o más de los recintos de detención y cuyos  rastros se pierden desde esos lugares, sin que  hasta la fecha  los privados de libertad hayan tomado contacto con sus familiares, realizado gestiones administrativas ante organismos de Estado, registrado entradas o salidas del país, y sin que conste, tampoco, su defunción. En los casos de diez de ellos, sus nombres aparecieron en  periódicos en noticias relativas  a la "muerte de extremistas chilenos  en el extranjero", montaje denominado "Operación Colombo" o "Casos de los 119".
El 16 de septiembre de 2015 la Corte de Apelaciones de Santiago ratificó la sentencia de primera instancia dictada por el ministro Llanos por la desaparición de 19 personas y un ejecutado político. En fallo unánime la Sexta Sala ratificó las condenas efectivas para 11 exagentes de la DINA. La sentencia ratificó las penas en contra de los 11 exagentes. En los casos del exdirector de la DINA: Manuel Contreras Sepúlveda y el exagente Marcelo Moren Brito, se dictó su sobreseimiento por fallecimiento.
La Corte Suprema, el 22 de enero del 2016, ratificó la sentencia dictada en la investigación contenida en el cuaderno principal de la causa denominada: "Villa Grimaldi". En fallo dividido (causa rol 17887-2015), la Sala Penal –integrada por los ministros Milton Juica, Carlos Künsemüller, Lamberto Cisternas, Manuel Antonio Valderrama y Jorge Dahm– ratificó las penas a presidio efectivos de 11 exagentes de la DINA, por su responsabilidad en los 19 secuestros calificados y por un homicidio calificado. Resolución que se adoptó con el voto en contra del ministro Cisternas, quien fue partidario de acoger la prescripción gradual, pero solo respecto de los condenados Krassnoff Martchenko y Lauriani Maturana. En el aspecto civil, se confirmó que el Estado de Chile debe pagar una indemnización  a familiares de las víctimas.